# Кавнік
Кавнік (рум. Cavnic) — місто у повіті Марамуреш в Румунії.
Місто розташоване на відстані 397 км на північний захід від Бухареста, 22 км на схід від Бая-Маре, 100 км на північ від Клуж-Напоки.

## Населення
За даними перепису населення 2002 року у місті проживали 5205 осіб.
Національний склад населення міста:
| Національність   | Кількість осіб | Відсоток |
| ---------------- | -------------- | -------- |
| румуни           | 4205           | 80,8%    |
| угорці           | 911            | 17,5%    |
| цигани           | 54             | 1,0%     |
| німці            | 18             | 0,3%     |
| українці         | 14             | 0,3%     |
| росіяни-липовани | 2              | < 0,1%   |
| поляки           | 1              | < 0,1%   |

Рідною мовою назвали:
| Мова       | Кількість осіб | Відсоток |
| ---------- | -------------- | -------- |
| румунська  | 4314           | 82,9%    |
| угорська   | 868            | 16,7%    |
| українська | 14             | 0,3%     |
| циганська  | 4              | 0,1%     |
| німецька   | 4              | 0,1%     |
| російська  | 1              | < 0,1%   |

Склад населення міста за віросповіданням:
| Релігія            | Кількість осіб | Відсоток |
| ------------------ | -------------- | -------- |
| православні        | 3872           | 74,4%    |
| римо-католики      | 882            | 16,9%    |
| реформати          | 122            | 2,3%     |
| греко-католики     | 70             | 1,3%     |
| п'ятдесятники      | 66             | 1,3%     |
| баптисти           | 55             | 1,1%     |
| адвентисти         | 36             | 0,7%     |
| не релігійні       | 9              | 0,2%     |
| бретрени           | 3              | 0,1%     |
| унітарії           | 2              | < 0,1%   |
| старообрядці       | 1              | < 0,1%   |
| атеїсти            | 1              | < 0,1%   |
| не вказали релігію | 6              | 0,1%     |

## Зовнішні посилання
- Дані про місто Кавнік на сайті Ghidul Primăriilor [Архівовано 15 червня 2012 у Wayback Machine.]